# Zitouna (Skikda)
Zitouna è un comune dell'Algeria, situato nella provincia di Skikda.